# Autobahndreieck Fulda
Das Autobahndreieck Fulda (Abkürzung: AD Fulda; Kurzform: Dreieck Fulda) ist ein Autobahndreieck bei Fulda in Hessen. Hier endet die Bundesautobahn 66 (Wiesbaden–Frankfurt am Main–Fulda) und geht in die Bundesautobahn 7 (Flensburg–Hannover–Kassel–Fulda–Würzburg–Füssen) (Europastraße 45) über. Das Autobahndreieck entstand im Zuge des Ausbaus der Bundesstraße 40 zur Bundesautobahn 66. 2005 wurde die Umgestaltung der damaligen Anschlussstelle Fulda Süd zum Autobahndreieck fertig gestellt. Seitdem befindet sich eine Anschlussstelle Fulda Süd an der Bundesautobahn 66 unweit der ehemaligen gleichnamigen Anschlussstelle.

## Geographie
Das Dreieck liegt auf dem Gemeindegebiet von Eichenzell. Die umliegenden Städte und Gemeinden sind Dipperz, Neuhof und Fulda. Es befindet sich etwa 10 km südöstlich der Fuldaer Innenstadt, etwa 85 km nordöstlich von Frankfurt am Main und etwa 80 km nordwestlich von Würzburg.
Unweit des Dreiecks befindet sich die Fulda, die von beiden Autobahnen durch Brückenbauwerke überquert wird.
Die nächstgelegenen Naturparks sind Hessische Rhön und Hessischer Spessart.
Das Autobahndreieck Fulda trägt auf der A 7 die Nummer 93 und auf der A 66 die Nummer 55.

## Ausbauzustand und Bauform
Die A 7 ist in diesem Bereich, genau wie die A 66 vierstreifig ausgebaut. Die Relation Frankfurt am Main–Hattenbacher Dreieck ist zweistreifig, alle anderen Überleitungen sind einstreifig.
Das Kreuzungsbauwerk ist in Form einer linksgeführten Trompete aufgebaut.

## Verkehrsaufkommen
| Von                  | Nach                           | Durchschnittliche tägliche Verkehrsstärke | Durchschnittliche tägliche Verkehrsstärke | Durchschnittliche tägliche Verkehrsstärke | Anteil Schwerlastverkehr | Anteil Schwerlastverkehr | Anteil Schwerlastverkehr |
| Von                  | Nach                           | 2005                                      | 2010                                      | 2015                                      | 2005                     | 2010                     | 2015                     |
| -------------------- | ------------------------------ | ----------------------------------------- | ----------------------------------------- | ----------------------------------------- | ------------------------ | ------------------------ | ------------------------ |
| AS Fulda-Mitte (A 7) | AD Fulda                       | 43.000                                    | 40.200                                    | 48.200                                    | 22,1 %                   | 22,2 %                   | 19,9 %                   |
| AD Fulda             | AS Bad Brückenau-Volkers (A 7) | 41.800                                    | 37.200                                    | 39.100                                    | 20,1 %                   | 22,7 %                   | 22,7 %                   |
| AS Eichenzell (A 66) | AD Fulda                       | 12.200                                    | 16.900                                    | 21.500                                    | 16,2 %                   | 15,6 %                   | 18,7 %                   |